# Утуб
Утуб — арабский клан или племя, относящийся к племенному союзу аназа. Наиболее известными семьями, происходящими из этого клана, являются Аль Сабах (династия эмиров Кувейта), Аль Халифа (династия эмиров и королей Бахрейна) и аль-Джалахима.

## Миграция в Кувейт
Племя (клан) утуб происходит из Неджда. Архивные документы Бомбейского президентства Британской Ост-Индской компании содержат сведения, согласно которым теснимое из Неджда соседями племя утуб начало переселение на территорию нынешнего Кувейта в поисках новых пастбищ в 1716 году. Шейх занимавшего эту территорию племени бени халид, основавшего эмират Курейн, Саадун аль-Хамид (1691—1722) выделил клану утуб для поселения место, на котором находился городок Аль-Кувейт. По некоторым сведениям, утуб получил от шейха Саадуна крепость в благодарность за поддержку в борьбе против османов.
Во главе утуб стояли знатные семьи Аль Сабах, Аль Халифа и Аль Джалахима. В 1752 году члены утуб избрали своим правителем члена одного из этих семейств — шейха Сабаха I ибн Джабера Аль Сабаха. Экономические успехи утуб в Кувейте, видимо, вызвали зависть племени Бени Халед, которое попыталось вернуть Кувейт под свою власть. Шейхи Бану Халид неоднократно посылали войска для покорения Кувейта, но при их приближении кувейтцы со всем своим имуществом переправлялись на остров Файлака и там дожидались ухода основных войск противника, после чего возвращались. В ходе этого противостояния шейх Сабах даже ездил в Багдад, где получил от османского вали признание права на территорию Кувейта. Итогом внутренней нестабильности в эмирате Курейн и участившихся набегов на эмират со стороны соседей стала миграция племени Бени Халед в Эль-Хасу около 1756 года. С этого момента утуб полностью подчинили себе территорию нынешнего Кувейта.

## Миграция в Катар
Однако утуб не ограничилось территорией Кувейта. В результате возникших среди глав ведущих семейств утуб разногласий часть племени во главе с родом Аль Халифа в 1766 году мигрировала из Кувейта на полуостров Катар и завладело им, а род Аль Джалахима вернулся в глубь Аравийского полуострова. Род Аль Сабах вместе с несколькими менее значительными семействами аз-Заид, аль-Муавида, аль-Гапим, аль-Халид и др. остались в Кувейте. В Катаре переселенцы утуб закрепились в поселке Зубара (северо-восточное побережье бухты Бахрейн), приспособившись к местным условиям жизни. Однако вскоре между ними и местными кочевыми племенами возникли распри и шейхи Аль Халифа решили переправиться на соседний Бахрейнский архипелаг.

## Миграция на Бахрейн
В 70-х годах XVIII века утуб и часть других катарских племён впервые высадились на Бахрейне, причём другая часть утуб осталась в Катаре. Вскоре шейх Зубары Мухаммад бен Халифа Аль Халифа (1767—1780) добился от правителя Ирана Керим-хана, права на аренду острова Бахрейн сроком до 1782 года. Однако против миграции утуб на Бахрейн сыграл религиозный фактор: шиитское население острова враждебно восприняло пришельцев-суннитов. После смерти Керим-хана в 1779 году шииты Бахрейна восстали и изгнали утуб с острова. Несмотря на это, уже в 1780 году утуб во главе с династией Аль Халифа вновь захватили остров, к 1783 году окончательно утвердившись на нём.
Поставив под свой контроль юго-восточное побережье Персидского залива и заключив союз с Саудитами, утуб совместно с местными шейхами принялись неистово грабить английские корабли, стремясь вытеснить английских торговцев, являвшихся их прямыми торговыми конкурентами, из Персидского залива.